# Gigabit Ethernet
Gigabit Ethernet (GbE eller 1 GigE) er en term til at beskrive forskellige teknologier til at sende Ethernet datarammer ved en datahastighed af gigabit per sekund, som defineret i IEEE 802.3-2005 standarden.

IEEE 802.3ab blev ratificeret i 1999 og definerer gigabit Ethernet transmission over uskærmet parsnoet kabel (UTP) som opfylder Category 5, Category 5e eller Category 6 kabling og er blevet kendt som 1000BASE-T.
Den høje hastighed nås med omfattende intelligent signalbehandling. Signalbehandlingen mindsker ekko, overhøring og muliggør fuld tovejskommunikation på alle 4 ledningspar.
| navn          | medium                                                                                             | specificeret afstand |
| ------------- | -------------------------------------------------------------------------------------------------- | -------------------- |
| 1000BASE-T    | uskærmet parsnoet kabel                                                                            | 100 meter            |
| 1000BASE-SX   | multi-mode fiber                                                                                   | 500 meter            |
| 1000BASE-LX   | single-mode fiber                                                                                  | 5 km                 |
| 1000BASE-LX10 | single-mode fiber                                                                                  | 10 km                |
| 1000BASE-BX10 | single-mode fiber, både sende og modtage på samme enkeltfiber: 1490 nm downstream 1310 nm upstream | 10 km                |
| 1000BASE-CX   | balanceret kobber kabling                                                                          | 25 meter             |
| 1000BASE-LH   | single-mode fiber                                                                                  | 10km                 |
| 1000BASE-ZX   | single-mode fiber ved 1550 nm bølgelængde                                                          | ~ 70 km              |